# Tempus fugit
 Der er for få eller ingen kildehenvisninger i denne artikel, hvilket er et problem. Du kan hjælpe ved at angive troværdige kilder til de påstande, som fremføres i artiklen.

Tempus fugit er et latinsk udtryk, som betyder "tiden flygter" (fejloversat til "tiden flyver" eller "iler"). Udtrykket stammer fra Vergils Georgica: "Sed fugit interea, fugit irreparabile tempus", "Men i mellemtiden flygter den uerstattelige tid".
Udtrykket kan ses som et motiv til at bruge sin tid fornuftigt, idet tiden ikke er uendelig, og med det faktum in mente at vi alle skal dø en dag. Heraf er andre latinske udtryk udsprunget som f.eks. Memento Mori, og Carpe Diem.
Udtrykket ses som motto på ure og solure. Sætningen står skrevet på gamle bornholmerure. Det bruges i moderne kultur som titel på album, sange, band, bøger og tv-afsnit.